# Halowe Mistrzostwa Europy w Lekkoatletyce 1982 – bieg na 60 m kobiet
Bieg na 60 metrów kobiet – jedna z konkurencji biegowych rozgrywanych podczas halowych lekkoatletycznych mistrzostw Europy w Palasport di San Siro w Mediolanie. Eliminacje, półfinały i bieg finałowy zostały rozegrane 7 marca 1982. Zwyciężyła reprezentantka Niemieckiej Republiki Demokratycznej  Marlies Göhr, która był mistrzynią w tej konkurencji w 1977, 1978 i 1979. Tytułu zdobytego na poprzednich mistrzostwach nie obroniła Sofka Popowa z Bułgarii, która tym razem zdobyła srebrny medal.

## Rezultaty

### Eliminacje
Rozegrano 3 biegi eliminacyjne, do których przystąpiło 13 biegaczek. Awans do półfinału dawało zajęcie jednego z pierwszych trzech miejsc w swoim biegu (Q). Skład półfinałów uzupełniły trzy zawodniczki z najlepszym czasem wśród przegranych (q).
Opracowano na podstawie materiału źródłowego.
Bieg 1
| Miejsce | Zawodniczka            | Czas | Uwagi |
| ------- | ---------------------- | ---- | ----- |
| 1       | Marlies Göhr           | 7,24 | Q     |
| 2       | Helinä Laihorinne      | 7,30 | Q     |
| 3       | Marie-Christine Cazier | 7,34 | Q     |
| 4       | Dorthe Rasmussen       | 7,47 | q     |
| 5       | Irén Orosz             | 7,54 | q     |

Bieg 2
| Miejsce | Zawodniczka         | Czas | Uwagi |
| ------- | ------------------- | ---- | ----- |
| 1       | Sofka Popowa        | 7,18 | Q     |
| 2       | Wendy Hoyte         | 7,21 | Q     |
| 3       | Ludmiła Kondratjewa | 7,29 | Q     |
| 4       | Antonella Capriotti | 7,55 |       |

Bieg 3
| Miejsce | Zawodniczka       | Czas | Uwagi |
| ------- | ----------------- | ---- | ----- |
| 1       | Els Vader         | 7,34 | Q     |
| 2       | Heidi-Elke Gaugel | 7,35 | Q     |
| 3       | Laurence Bily     | 7,38 | Q     |
| 4       | Jordanka Donkowa  | 7,54 | q     |

### Półfinały
Rozegrano 2 biegi półfinałowe, w których wystartowało 12 biegaczek. Awans do finału dawało zajęcie jednego z trzech pierwszych miejsc w swoim biegu (Q).
Opracowano na podstawie materiału źródłowego.
Bieg 1
| Miejsce | Zawodniczka            | Czas | Uwagi |
| ------- | ---------------------- | ---- | ----- |
| 1       | Sofka Popowa           | 7,25 | Q     |
| 2       | Marie-Christine Cazier | 7,28 | Q     |
| 3       | Helinä Laihorinne      | 7,32 | Q     |
| 4       | Els Vader              | 7,34 |       |
| 5       | Heidi-Elke Gaugel      | 7,38 |       |
| 6       | Irén Orosz             | 7,52 |       |

Bieg 2
| Miejsce | Zawodniczka         | Czas | Uwagi |
| ------- | ------------------- | ---- | ----- |
| 1       | Marlies Göhr        | 7,16 | Q     |
| 2       | Wendy Hoyte         | 7,21 | Q     |
| 3       | Ludmiła Kondratjewa | 7,27 | Q     |
| 4       | Laurence Bily       | 7,37 |       |
| 5       | Dorthe Rasmussen    | 7,45 |       |
| 6       | Jordanka Donkowa    | 7,53 |       |

### Finał
Opracowano na podstawie materiału źródłowego.
| Miejsce | Zawodniczka            | Czas |
| ------- | ---------------------- | ---- |
| 1       | Marlies Göhr           | 7,11 |
| 2       | Sofka Popowa           | 7,19 |
| 3       | Wendy Hoyte            | 7,27 |
| 4       | Ludmiła Kondratjewa    | 7,31 |
| 5       | Marie-Christine Cazier | 7,35 |
| 6       | Helinä Laihorinne      | 7,36 |